# Tim O’Shannessey
Timothy Leo O’Shannessey (* 14. Oktober 1972 in Burnie) ist ein ehemaliger australischer Radrennfahrer.

## Sportliche Laufbahn
Tim O’Shannessey war vor allem ein Spezialist in der Verfolgung auf der Bahn. 1990, bei den Junioren-Weltmeisterschaften in Middlesbrough, wurde er Zweiter in der Einer- und Dritter in der Mannschaftsverfolgung. Bei den UCI-Bahn-Weltmeisterschaften 1993 in Hamar wurde er Weltmeister in der Mannschaftsverfolgung, gemeinsam mit Brett Aitken, Stuart O’Grady und Bill Shearsby. Diesen Erfolg konnte der australische Bahnvierer zwei Jahre später, bei der Bahn-WM in Bogotá, wiederholen, mit O’Shannessey, Bradley McGee, Aitken und O’Grady, nachdem die Australier (O’Shannessey, Rodney McGee, O’Grady, Aitken) im Jahr zuvor Dritter der WM geworden waren. Im selben Jahr, 1994, gewann die australische Mannschaft mit O’Shannessey, Aitken, Bradley McGee und O’Grady die Mannschaftsverfolgung bei den Commonwealth Games; O’Shannessey errang zudem die Bronzemedaille im 1000-Meter-Zeitfahren.
Im März 1999 wurde Tim O’Shannessey bei einer Trainingskontrolle positiv auf Doping getestet und deshalb vom Australian Institute of Sport suspendiert.

## Ehrungen
1994 wurde Tim O’Shannessey „Tasmanian of the Year“.

## Erfolge
1990
- Junioren-Weltmeisterschaft – Einerverfolgung
- Junioren-Weltmeisterschaft – Mannschaftsverfolgung

1992
- Australischer Meister – Einerverfolgung

1993
- Weltmeister – Mannschaftsverfolgung (mit Brett Aitken, Stuart O’Grady und Billy-Joe Shearsby)

1994
- Weltmeisterschaft – Mannschaftsverfolgung (mit Rodney McGee, Stuart O’Grady und Brett Aitken)
- Sieger bei Commonwealth Games – Mannschaftsverfolgung (mit Bradley McGee, Brett Aitken und Stuart O’Grady)
- Commonwealth Games – 1000-Meter-Zeitfahren

1995
- Weltmeister – Mannschaftsverfolgung (mit Bradley McGee, Stuart O’Grady und Rodney McGee)

1996